# يانغ بو (ملاكم)
يانغ بو (بالصينية: 楊波) (11 أكتوبر 1983 - ) هو ملاكم صيني، صنّف ضمن فئة وزن الذبابة. شارك في دورة الألعاب الآسيوية 2006.